# Hospitales de Palestina

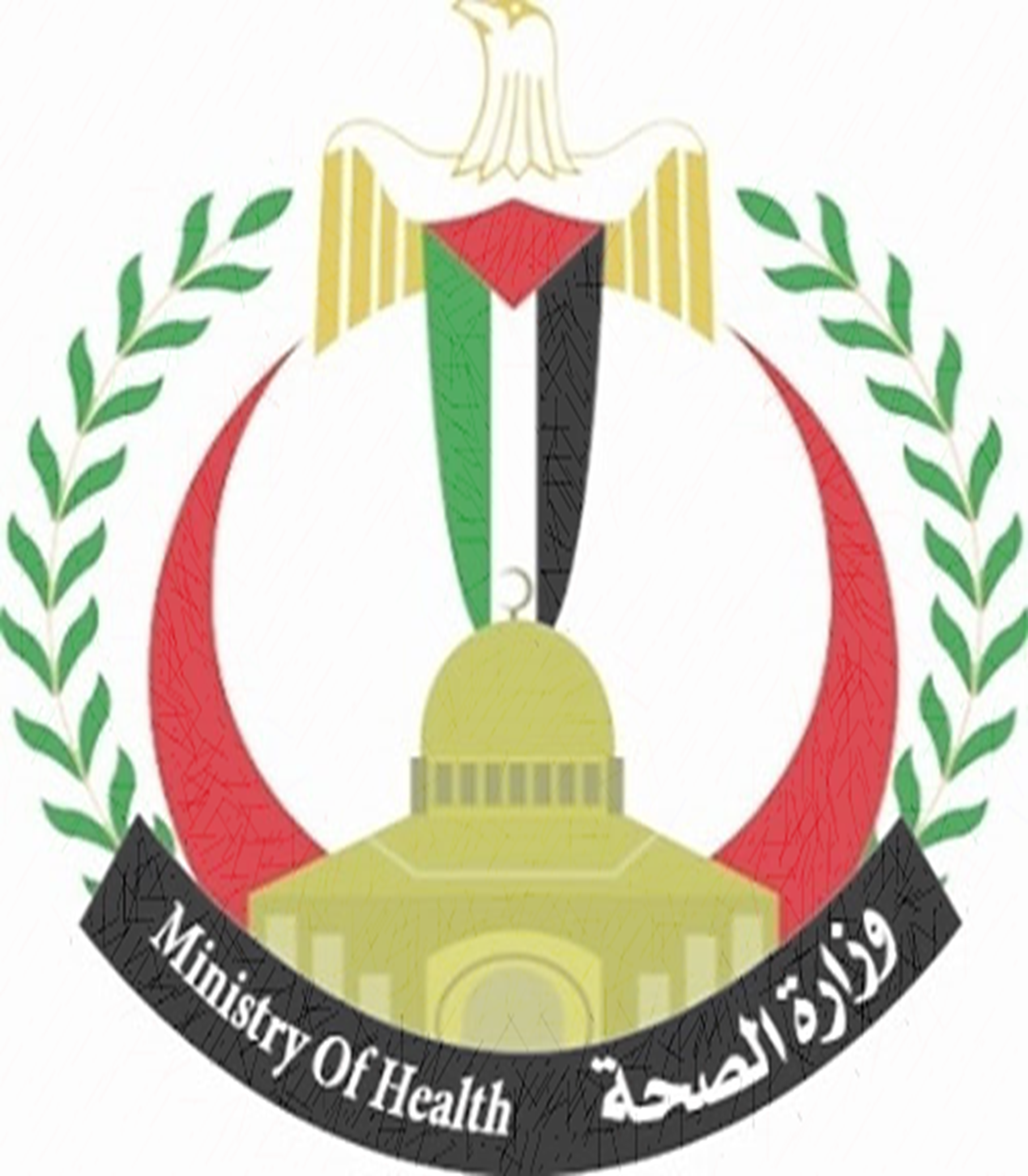
Logotipo del Ministerio de Salud de Palestina.

Logotipo de la Media Luna Roja Palestina.

Los hospitales de Palestina están ubicados por todo el territorio- Jerusalén, Cisjordania y la Franja de Gaza, con una mayor concentración de hospitales en las ciudades principales de Gaza, Hebrón, Jerusalén y Nablus. Los hospitales de Palestina son tanto públicos como privados y algunos están especializados en diversas ramas como la oftalmología, cirugía, psicología o la rehabilitación. Muchos de estos hospitales también funcionan como hospital escuela para las facultades de medicina de la Universidad Al-Quds o la Universidad An-Najah.
Algunos de los hospitales principales y más grandes de Palestina son el Hospital Augusta Victoria y el Hospital Makassed en Jerusalén; el Hospital Al-Shifa, el más grande de Gaza; y el Hospital Quirúrgico Rafidia en Nablus.

## Jerusalén

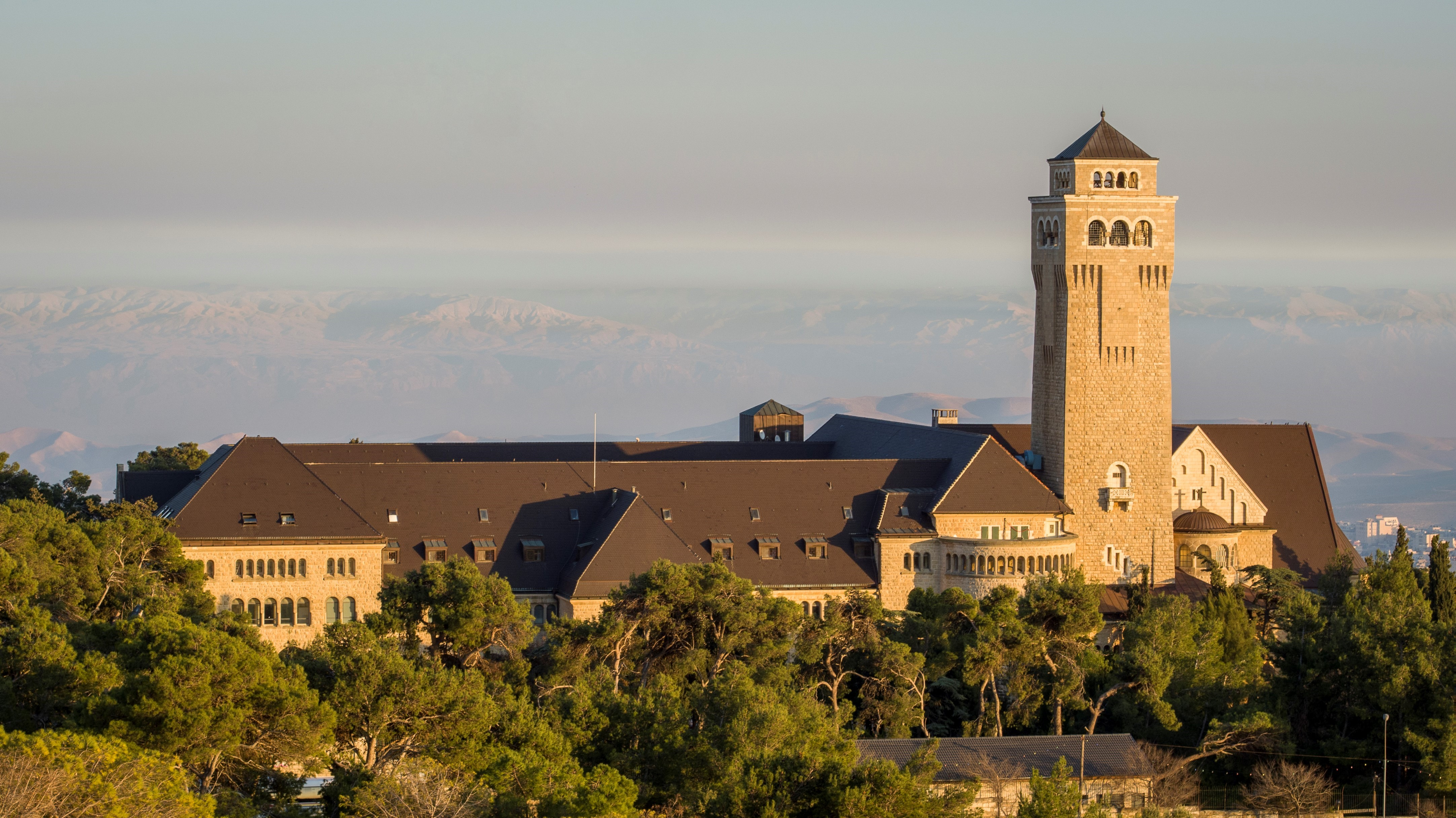
El Hospital Augusta Victoria en Jerusalén.

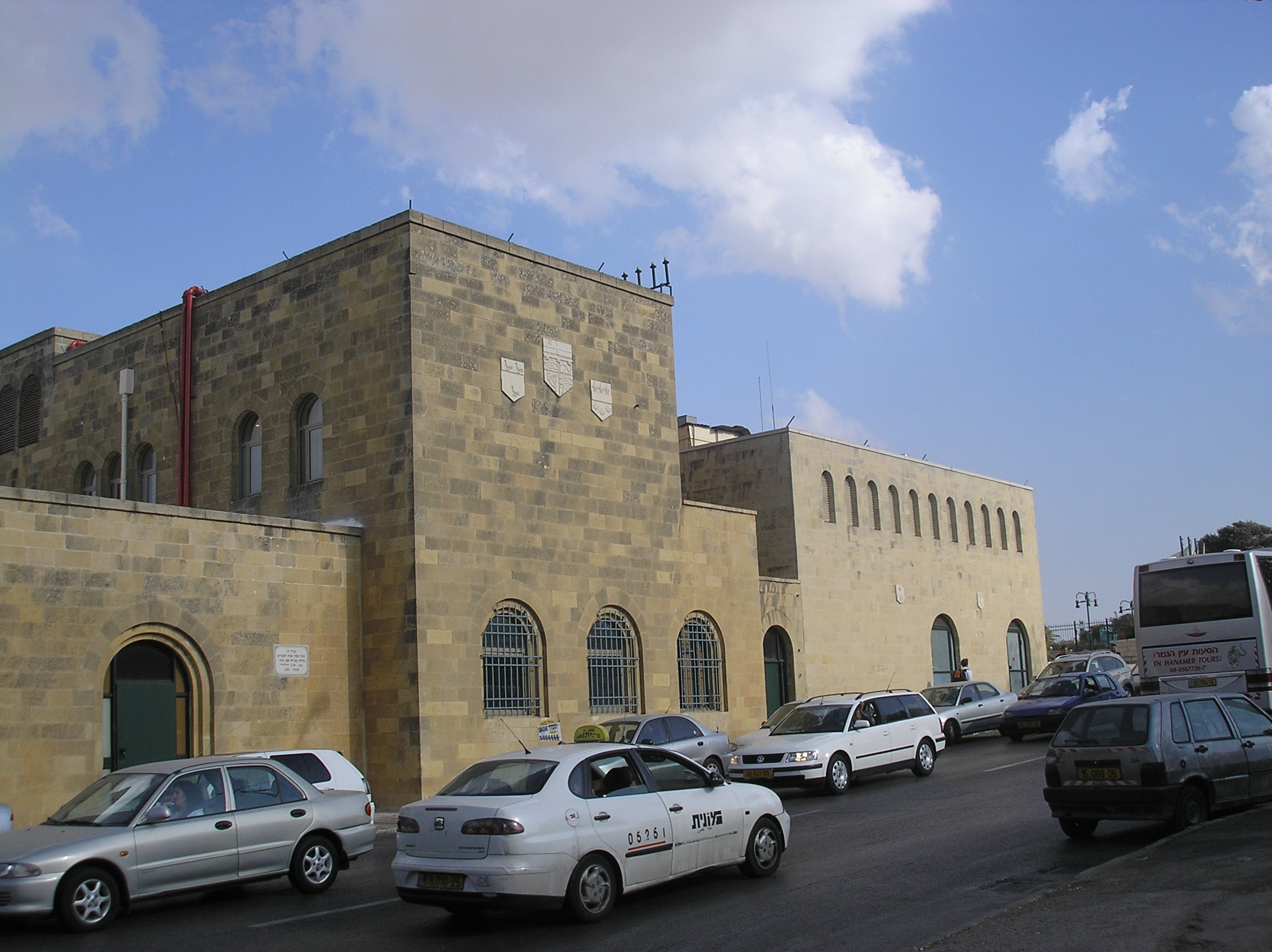
El Hospital Oftalmológico San Juan de Jerusalén, hospital escuela de oftalmología.

- Hospital Augusta Victoria, 164 camas; hospital escuela de la Universidad Al-Quds[2][3]
- Hospital Makassed, 250 camas; hospital escuela de la Universidad Al-Quds)
- Media Luna Roja Palestina; hospital escuela de la Universidad Al-Quds
- Hospital Oftalmológico San Juan de Jerusalén; hospital escuela de oftalmología[4]
- Hospital San José

## Cisjordania

### Beit Jala
- Hospital Gubernamental Al-Hussein en Beit Jala.

### Belén
- Sociedad Árabe para la Rehabilitación de Belén; hospital escuela de la Universidad Al-Quds
- Hospital Psiquiátrico y Psicológico de Belén en Belén; hospital escuela de la Universidad Al-Quds

### Hebrón

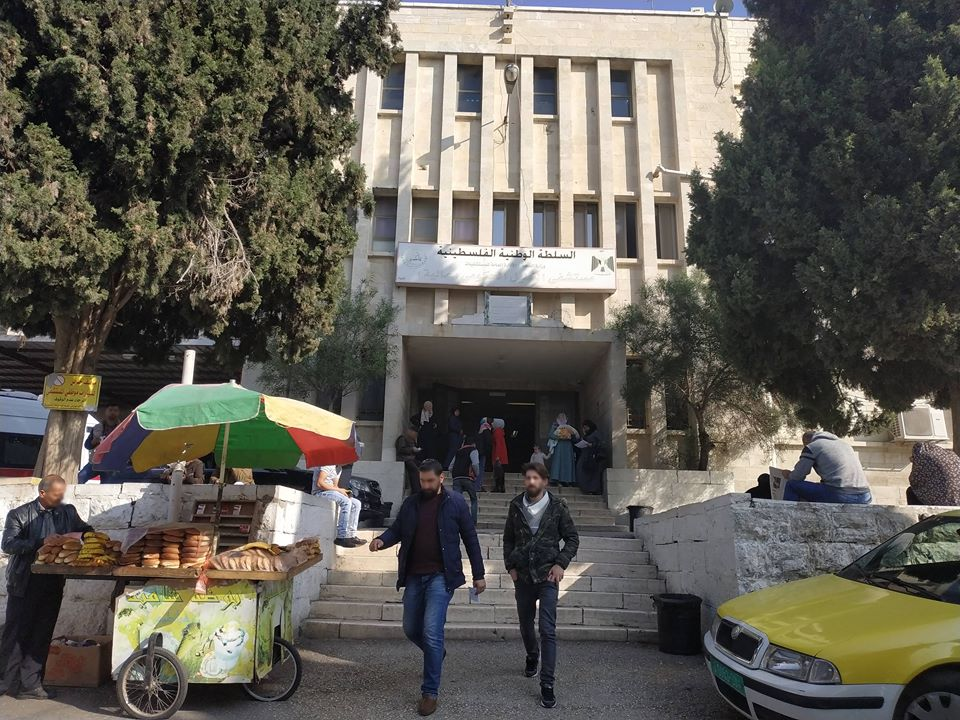
El Hospital Gubernamental Princesa Alia en Hebrón.

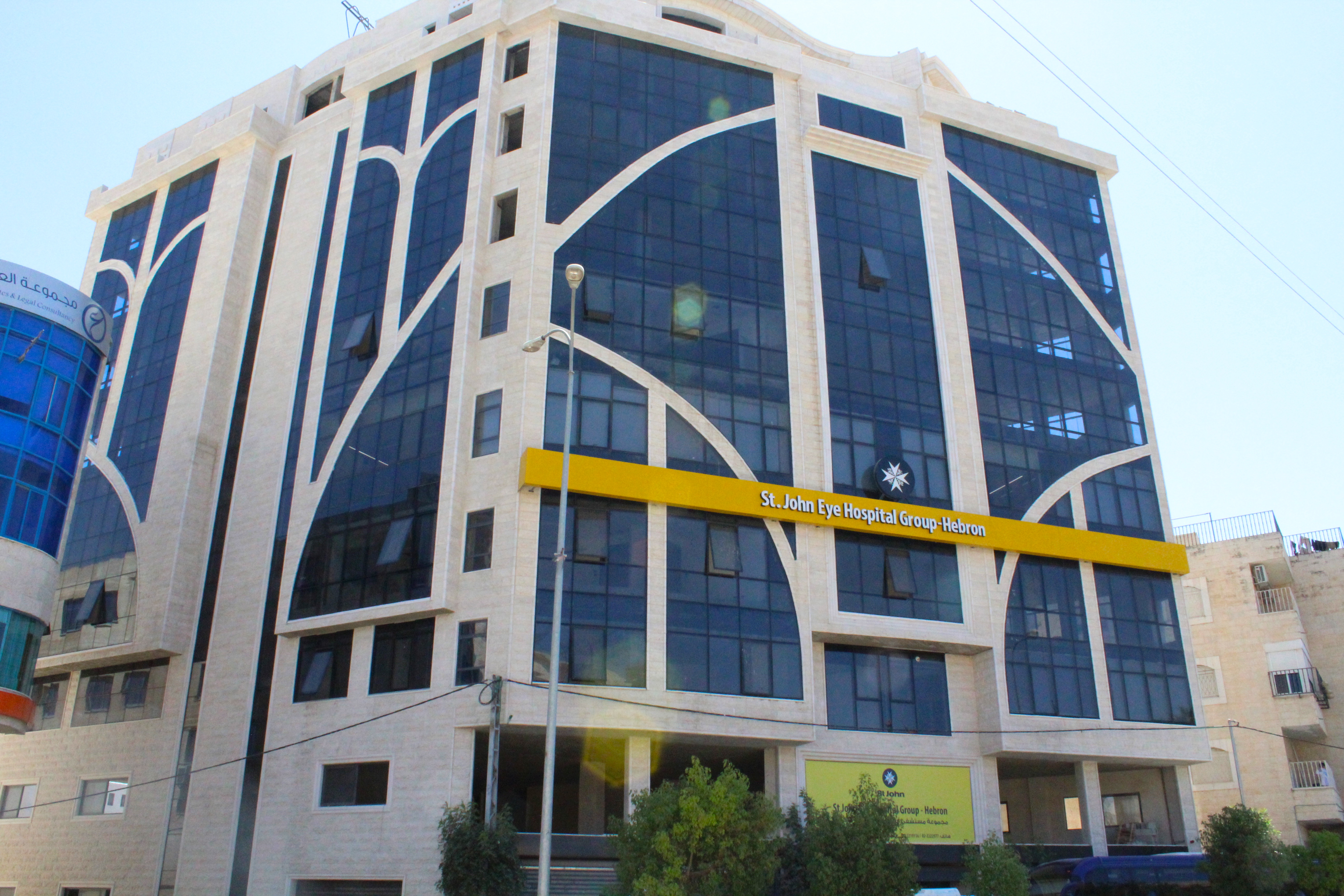
El Hospital Oftalmológico San Juan de Jerusalén en Hebrón.

- Hospital Especializado Al-Meezan Hospital en Hebrón; hospital escuela de la Universidad Al-Quds
- Hospital Ahli en Hebrón: 250 camas; hospital escuela de la Universidad Al-Quds[5]
- Hospital Gubernamental Princesa Alia en Hebrón; hospital escuela de la Universidad Al-Quds
- Hospital Oftalmológico San Juan de Jerusalén en Hebrón; hospital escuela de oftalmología[6]

### Jericó

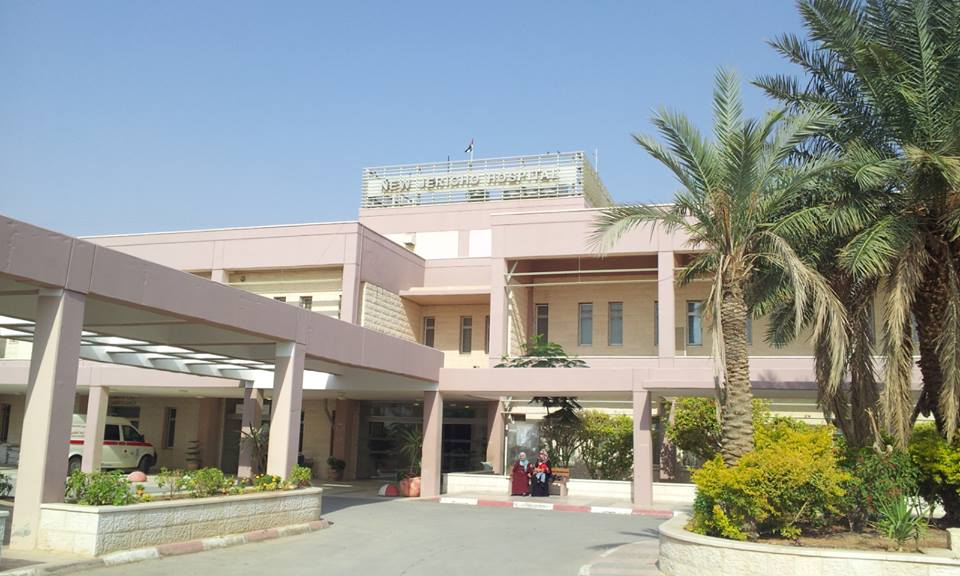
El Hospital Gubernamental de Jericó en Jericó.

- Hospital Gubernamental de Jericó en Jericó.

### Nablus
- Hospital Al-Ittihad
- Hospital Médico Al-Watani
- Hospital Universitario Nacional An-Najah, hospital escuela de la Universidad Nacional An-Najah
- Hospital Quirúrgico Rafidia
- Hospital San Lucas

### Ramala
- Complejo Médico de Palestina en Ramala: hospital escuela de la facultad de medicina de la Universidad Al-Quds[3]
- Hospital Árabe Al-Istishari en Ramala, 330 camas.

### Salfit
- Hospital Gubernamental Mártir Yasser Arafat en Salfit

### Tukarem
- Hospital Gubernamental Mártir Dr. Thabet Thabet en  Tulkarem

### Yenín
- Hospital Especializado Ibn Sena en Yenín

## Franja de Gaza

### Gaza
- Hospital Árabe Al Ahli[7]
- Hospital Al-Quds
- Hospital Oftalmológico San Juan de Jerusalén; hospital escuela de oftalmología[4]
- Hospital Al-Shifa
- Hospital Al-Rantisi, hospital infantil

### Rafah
- Hospital Abu Yousef Al Najjar

### Jan Yunis
- Hospital Europeo de Gaza en el barrio de Al-Fukhari
- Hospital Nasser

### Beit Lahia
- Hospital Indonesio
- Hospital Kamal Adwan en Beit Lahia[8][9]

### Deir al-Balah
- Hospital Al-Aqsa

### Jabaliya
- Hospital Al-Awda[10] (El hospital sufrió grandes daños por bombardeo del ejército israelí.)[11]

### Beit Hanun
- Hospital Beit Hanun[12]

## Hospitales afectados por la invasión israelí de la Franja de Gaza en 2023-2025
La agencia de investigación Forensic Architecture, establecida en la universidad de Londres, ha documentado los ataques realizados desde el 7 de octubre de 2023 por las fuerzas armadas de Israel sobre hospitales de la Franja de Gaza, y su estado debido a los bombardeos a fecha de enero de 2025. La Oficina de Naciones Unidas para la Coordinación de Asuntos Humanitarios (OCHA) informó de que desde el inicio de la guerra en la Franja de Gaza hasta el 30 de junio de 2024, Israel perpetró al menos 136 ataques contra 27 hospitales y otras 12 instalaciones médicas en los que murieron 500 sanitarios, cometiendo posibles crímenes de guerra y contra la humanidad, y colocando el sistema sanitario gazatí al borde del colapso total. La Organización Mundial de la Salud (OMS) avisó en mayo de 2025 de que al menos 94 % de los hospitales de la Franja de Gaza están dañados o destruidos, y que el norte de Gaza se encontraba privado de casi toda atención sanitaria.

### Hospitales con funcionamiento reducido
- Hospital Al-Awda de Jabalía
- Hospital Oftalmológico San Juan de Jerusalén
- Hospital Pediátrico Al-Nasser
- Hospital Al-Shifa
- Hospital Internacional Al-Helou
- Hospital Patient's Friends Society
- Complejo médico Hassahaba
- Hospital Wasaa de Rehabilitación Médica y Cirugía Especializada
- Hospital Cardiovascular de Ayuda Pública
- Hospital de la Beneficiencia de Haifa
- Hospital Árabe Al Ahli
- Hospital Al-Awda de Nuseirat
- Hospital de los Mártires de Al-Aqsa
- Hospital Yaffa
- Hospital Nasser
- Hospital Al-Amal
- Hospital Al-Kair

### Hospitales inoperativos
- Hospital Beit Hanun
- Hospital Indonesio
- Hospital Kamal Adwan
- Hospital de Especialidades Al-Karama
- Hospital Sheikh Hamad de Rehabilitación y Prótesis
- Hospital Al-Rantisi
- Hospital psiquiátrico de Gaza
- Hospital de Especialidades Al-Hayat
- Hospital Infantil Muhammad Al-Durrah
- Hospital Oftalmológico Internacional
- Hospital Al-Quds
- Hospital de la Amistad Turco-palestina
- Hospital Dar Essalam
- Hospital Argelino
- Hospital Al-Helal Al-Emarati
- Hospital de Especialidades de Kuweit
- Hospital Muhammad Youssef Al-Najjar
- Hospital Europeo de Gaza